# Stevie Wonder
Stevie Wonder, född Stevland Hardaway Judkins (namnet senare ändrat till Stevland Hardaway Morris) den 13 maj 1950 i Saginaw, Michigan, är en amerikansk musiker, sångare, kompositör och producent. Stevie Wonder har betytt oerhört mycket för amerikansk pop, soul och funk. Han kan klassificeras som en multi-instrumentalist, då han spelar trummor, basgitarr, congas, och framförallt, piano, munspel och keyboard. En stor inspirationskälla för honom var Ray Charles.
Wonder skrev skivkontrakt med Motown Records när han var tonåring, och han har fortsatt att spela in och framföra för det skivbolaget till idag. Han har blivit en av de mest framgångsrika och välkända artisterna i världen, med nio amerikanska topplistettor och över 100 miljoner sålda album. Stevie Wonder har erhållit 22 Grammysar (rekord för manlig soloartist) samt tre Grammysar som producent och blivit inbjuden till både Rock and Roll- och Songwriters Hall of Fame. 
Med en av sina största hits, "I Just Called to Say I Love You" (1984) framförd i den romantiska komedin En tjej i rött regisserad av Gene Wilder, tilldelades Wonder 1984 en Oscar för bästa sång. Operastjärnan Luciano Pavarotti kallade honom en gång för "ett riktigt stort musikaliskt geni".
Stevie Wonder framträdde på hyllningsgalan i Stockholm då Sveriges kung  Carl XVI Gustaf fyllde 50 år 1996. Wonder sades vara en av kungens stora favoriter.

## Biografi

### Bakgrund
Stevie Wonder föddes för tidigt i Saginaw, Michigan av Lula Mae Hardaway den 13 maj 1950. Wonder föddes inte blind. Istället fick han, troligtvis av den för tidiga födseln, en ögonsjukdom. Med stor sannolikhet förvärrades tillståndet av att han fick en för hög halt syrgas i kuvösen som nyfödd. 
Mrs Hardaway uppfostrade sina andra barn (som med åren skulle bli fyra pojkar och en flicka) att behandla Stevland som vilket annat barn som helst, varken reta eller överhjälpa honom på grund av hans blindhet, vilket resulterade i att Stevland hade en balanserad barndom. Familjen flyttade till Detroit, Michigan och Stevland började sjunga och spela instrument i kyrkan från tidig ålder. Han behärskade särskilt piano, congas och munspel tidigt.

### Tidig karriär, 1962–1971
Vid elva års ålder, 1961, blev Wonder presenterad för Ronnie White från den populära Motown-gruppen The Miracles. White tog med sig Wonder och hans mor till Motown Records. Imponerad av den unga musikern skrev Motown kontrakt med Wonder där han fick artistnamnet Little Stevie Wonder. Den första singeln – "(I Call It Pretty Music, But…) The Old People Call It the Blues" – spelades in sent 1961 och släpptes tidigt 1962.
Vid tretton års ålder hade Little Stevie Wonder sin första stora hit "Fingertips'". En singel som spelades in från ett liveframträdande på Motown Revue. Låten, där Wonder sjöng, spelade congas och munspel och en ung Marvin Gaye spelade trummor, var en topplistetta på amerikanska poplistor och lanserade Wonder för det publika medvetandet. Under senare delen av 1960-talet kom fler hits från honom, bl. a. "Uptight (Everything's Alright)" (1966), "I Was Made to Love Her" (1967), "For Once in My Life", "Shoo-Be-Doo-Be-Doo-Da-Day" (1968), och "Yester-Me, Yester-You, Yesterday" (1969). Den sistnämnda låten blev en stor framgång i Skandinavien och låg etta på norska VG-lista och var en långkörare på svenska Tio i topp.
1970 hade han också framgång med "Signed, Sealed, Delivered I'm Yours", den gospelinfluerade "Heaven Help Us All" och en cover av The Beatles "We Can Work It Out".

### Den klassiska perioden, 1972–1976

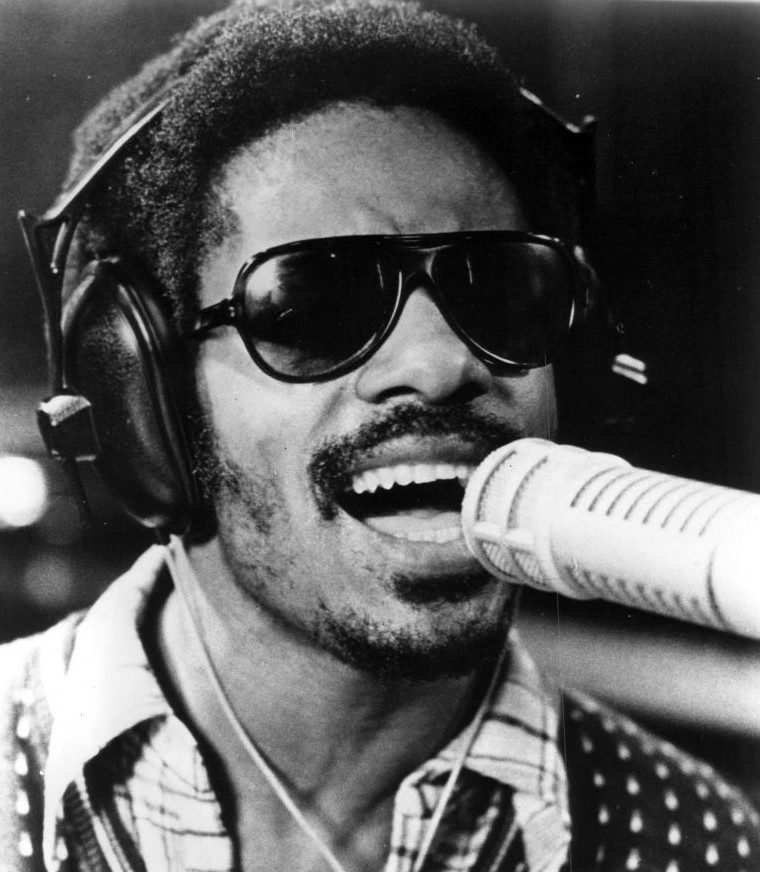
Stevie Wonder, 1973.

1970-talet var Stevie Wonders storhetsperiod, både artistiskt och kommersiellt. Under åren 1972-1976 släppte han fem album som alla anses vara musikaliska höjdpunkter och de har vunnit prestigefyllda priser. Några av hans största singelframgångar från den tiden är  "You Are the Sunshine of My Life", "Superstition", "Higher Ground", "You Haven't Done Nothin", "Sir Duke", och "As".
Efter albumet Where I'm Coming From från 1971 gick kontraktet med Motown ut. Stevie Wonder gjorde klart för Berry Gordy att han ville ha större artistisk kontroll för att återvända till bolaget. Han spelade in två album själv, som han använde som förhandlingsverktyg när han förhandlade med Motown. När bolaget till slut gick med på att ge honom full kreativitetskontroll och rätten till sina egna låtar återvände Wonder till Motown i mars 1972 med Music of My Mind, ett album som räknas som en klassiker. Till skillnad mot de flesta tidigare artisters LP-skivor inspelade på Motown som vanligtvis bestod av en samling singlar, b-sidor och covers, var Music of My Mind en riktig LP-skiva, en full-lång artistisk uttalande, den första av fem album som släpptes under en femårsperiod, vilken för allmänheten är känt som Stevie Wonders klassiska period.
Albumet Talking Book släpptes i oktober 1972. Den innehöll pop och R&B-topplistettan Superstition, som är den låt som ger den mest särpräglade exemplet av Wonders keyboardljud. Låten som egentligen var menad för rockgitarristen Jeff Beck visar ett rockspår som gav Wonder ytterligare några lyssnare till sin samling genom rockstationerna. Även albumets andra singel, balladen "You Are the Sunshine of My Life", nådde förstaplats på Billboard Hot 100 i USA.
På det nästföljande albumet Innervisions blev Wonder mer politiskt kommenterande med låtar om det hårda livet i storstaden ("Living for the City"), drogmissbruk ("Too High") och kritik av USA:s president Nixon ("He's Misstra Know-It-All"). Precis innan det albumet släpptes råkade Wonder ut för en svår trafikolycka där han blev liggande i koma under några dygn. Ytterligare en Nixon-kritisk låt "You Haven't Done Nothin' " återfanns på hans nästa LP, Fulfillingness' First Finale som annars var färgad mer av romantiska låtar. Albumet innehöll även den lättsammare singelframgången "Boogie On Reggae Woman". Efter den skivan dröjde det två år innan Wonders nästa album skulle släppas. Han hade 1975 funderingar på att lägga musikkarriären på hyllan och ägna sig åt välgörenhet i Ghana, men ändrade sig i sista stund. Han utkom med en ambitiös dubbel-LP kallad Songs in the Key of Life 1976. Den skivan brukar sägas avsluta Wonders "klassiska period". På albumet återfanns de båda amerikanska singelettorna "Sir Duke" och "I Wish". Albumen Innervisions, Fullfillingness' First Finale och Songs in the Key of Life tilldelades alla en Grammy i kategorin "årets album".
Han avslutade 1970-talet med att släppa ett soundtrack till filmen The Secret Life of Plants. Albumet som var experimentellt och med många instrumentala spår fick blandad kritik, och blev inte så populärt även om singeln "Send One Your Love" blev en mindre hit.

### 1980-talet
På 1980-talet blev Wonders musik mer lättsamt popinriktad med start på skivan Hotter than July 1980. Albumet innehöll två tributlåtar som blev hitsinglar. "Master Blaster (Jammin')" var en hyllning till Bob Marley, och "Happy Birthday" som skrevs av Wonder för att uppmärksamma hans kamp att låta Martin Luther Kings födelsedag bli nationell helgdag i USA. President Ronald Reagan gjorde dagen till helgdag 1986. 1982 spelade Wonder in låten "Ebony & Ivory" med Paul McCartney och låten blev singeletta i både USA och Storbritannien. "I Just Called to Say I Love You", som förmodligen är hans mest kända låt, släpptes 1984. "Part-Time Lover" var en annan singelframgång på 1980-talet. Han gästade också Eurythmics med ett munspelssolo på deras låt "There Must Be an Angel (Playing with My Heart)". 1987 lanserade han albumet Characters som innehöll hitlåten "Skeletons", samt ett samarbete med Michael Jackson i låten "Get It".

### 1990-talet och 2000-talet

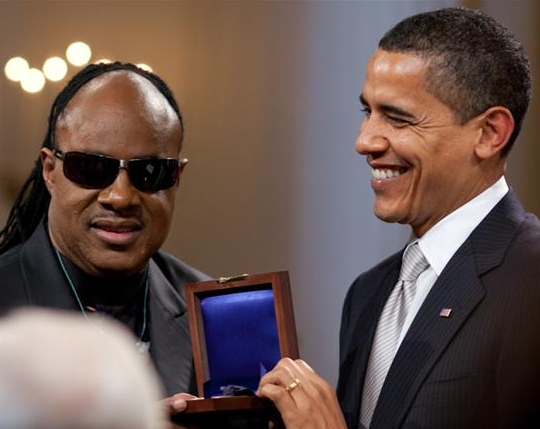
Stevie Wonder tilldelas Gershwin Award av Barack Obama 2009.

1991 gjorde han soundtracket till Spike Lees film Jungle Fever, och 1995 släppte han studioalbumet Conversation Peace.
2005 släpptes hans hittills senaste studioalbum med nytt material där singeln "So What the Fuss" blev relativt framgångsrik. 
2006 spelade han med och sjöng tillsammans med Andrea Bocelli på dennes skiva Amore. Han uppträdde under flera tillfällen till stöd för Barack Obama under dennes presidentvalskampanj.
2009 framträdde han på Michael Jacksons begravning där han sjöng sin tidiga 1970-talsballad "Never Dreamed You'd Leave in Summer". Han uppträder fortfarande vid olika tillställningar och ger konserter (2015).

## Diskografi

### Studioalbum
- The Jazz Soul of Little Stevie Wonder (1962)
- Tribute To Uncle Ray (1962)
- Little Stevie Wonder The 12 Year Old Genius (1963)
- Down to Earth (1965)
- I Was Made to Love Her (1967)
- For Once in My Life (1968)
- My Cherie Amour (1969)
- Signed, Sealed and Delivered (1970)
- Where I'm Coming From (1971)
- Music of My Mind (1972)
- Talking Book (1972)
- Innervisions (1973)
- Fulfillingness' First Finale (1974)
- Songs in the Key of Life (1976)
- Stevie Wonder's Journey Through the Secret Life of Plants (1979)
- Hotter than July (1980)
- The Woman in Red Soundtrack (1984)
- In Square Circle (1985)
- Characters (1987)
- Jungle Fever Soundtrack (1991)
- Conversation Peace (1995)
- A Time 2 Love (2005)